# Antonio Tagliani
Antonio Tagliani (ur. 12 kwietnia 1941 w Bedizzole) – włoski kolarz szosowy, złoty medalista mistrzostw świata.

## Kariera
Największy sukces w karierze Antonio Tagliani osiągnął w 1962 roku, kiedy wspólnie z Danilo Grassim, Dino Zandegù i Mario Maino zdobył złoty medal w drużynowej jeździe na czas na mistrzostwach świata w Salò. Jako że był to debiut tej konkurencji, Włosi zostali pierwszymi w historii drużynowymi mistrzami świata. Był to jednak jedyny medal wywalczony przez niego na międzynarodowej imprezie tej rangi. Ponadto w 1963 roku był drugi w Gran Premio Liberazione, a rok później zajął 53. miejsce w Wyścigu Pokoju. Nigdy nie wystąpił na igrzyskach olimpijskich. Jako zawodowiec startował w latach 1965-1967.